# Chafariz do Cruzeiro das Lajes (Lajes)
O Chafariz do Cruzeiro das Lajes (Lajes) é um chafariz português localizado na freguesia das Lajes do Município da Praia da Vitória, ilha Terceira, Açores e faz parte do Inventário do Património Histórico e Religioso para o Plano Director Municipal da Praia da Vitória, e remonta ao Século XIX.
Trata-se de uma chafariz bastante volumoso que se encontra enquadrado por um pano de parede que sobressai de um muro caiado a cal branca onde este se insere por meio de uma moldura em cantaria de pedra escura.
É assim formado em cantaria pintada de cor preta e constituído por um único soco onde esta encostado o tanque do chafariz e sobre o qual assenta a base do paralelepípedo onde se insere a bica de água corrente. Este paralelepípedo tem no cimo uma cornija sobre a qual sobressai um coroamento decorativo com se lê a inscrição "O.P. / 1872". (Obras Públicas, 1872).